# Roccella fuciformis
Roccella fuciformis är en lavart som först beskrevs av L., och fick sitt nu gällande namn av Augustin Pyrame de Candolle. Roccella fuciformis ingår i släktet Roccella och familjen Roccellaceae.   Inga underarter finns listade i Catalogue of Life.

## Källor

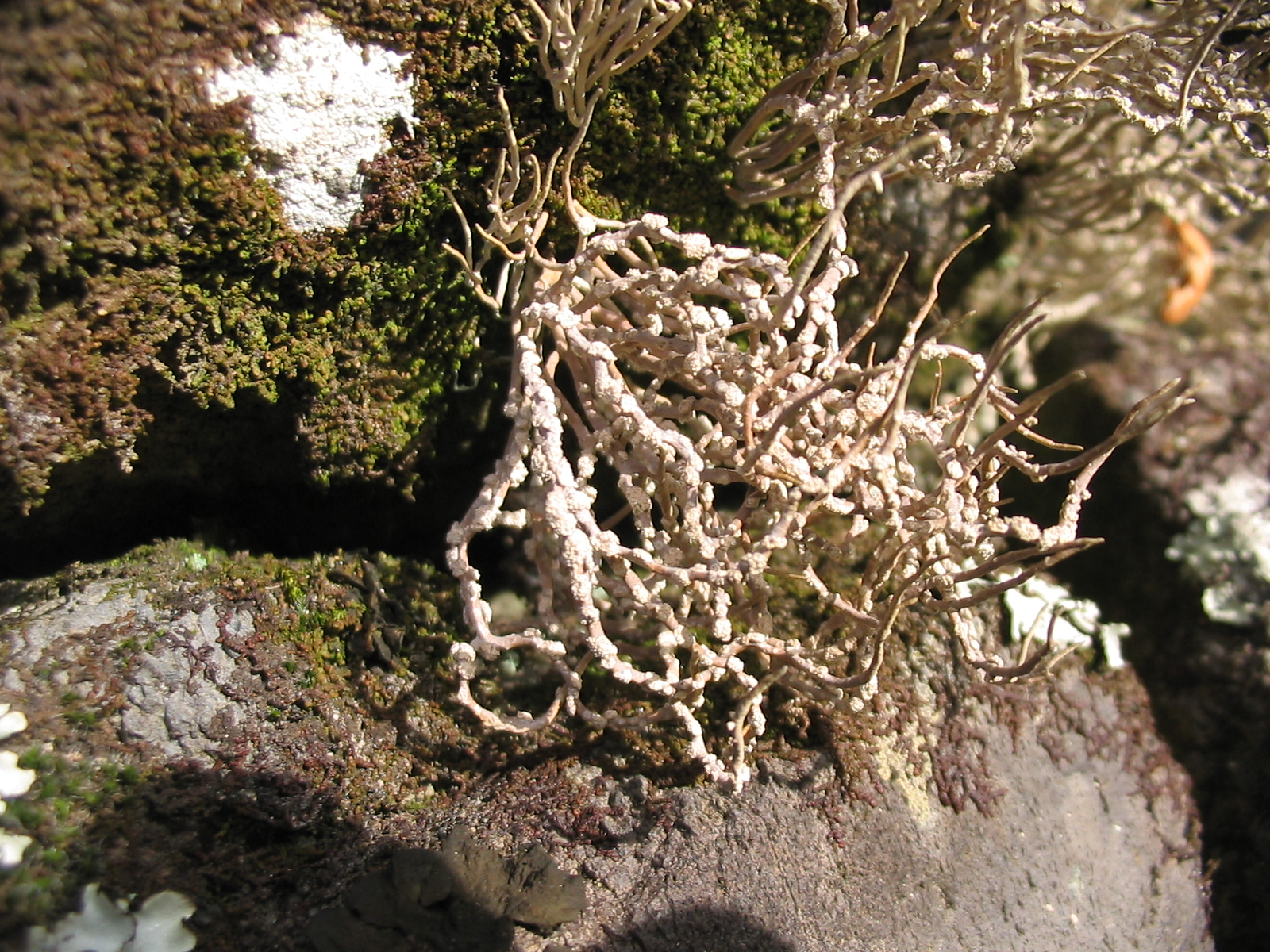
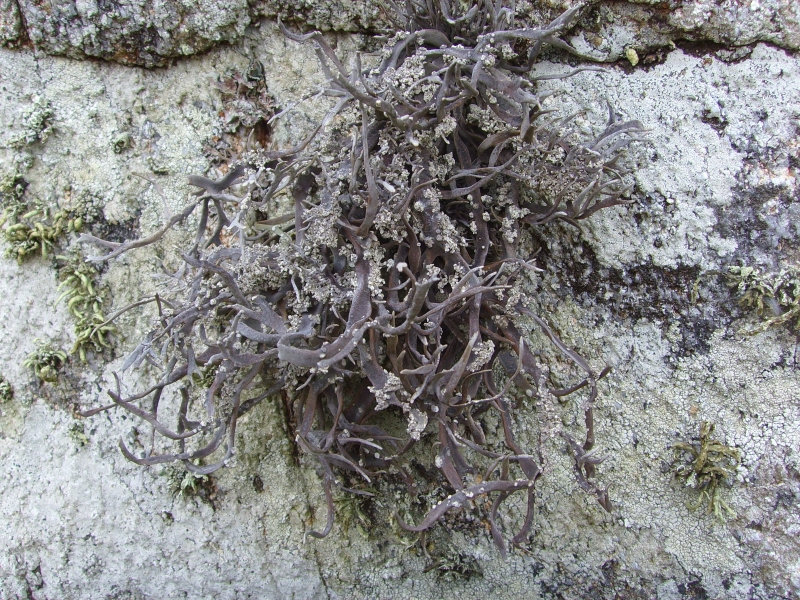
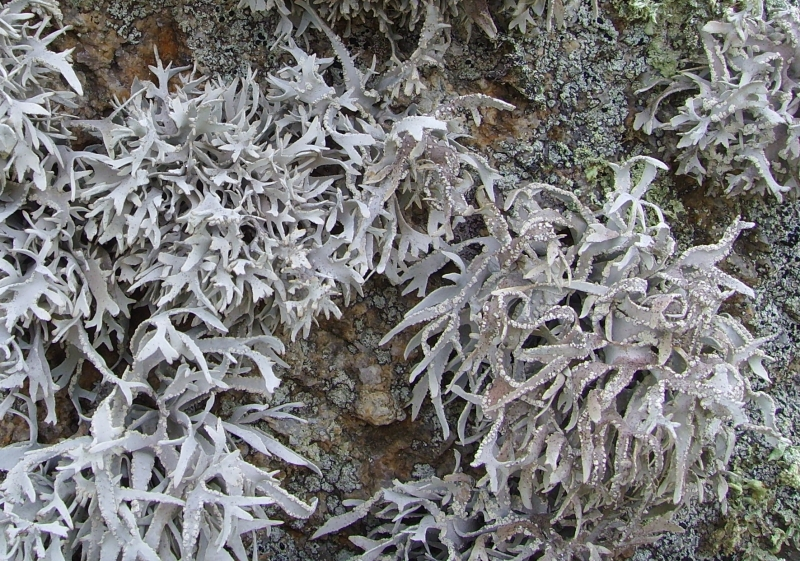